# Vilhjálmur
Vilhjálmur ist ein isländischer und färöischer männlicher Vorname.

## Herkunft und Bedeutung
Der Name ist eine Variante von VilhialmR, der altnordischen Form von Wilhelm.
In Island gehörte Vilhjálmur 2011 zu den 90 häufigsten Namen.

## Namenstag
- 28. Mai (Färöer)[1]

## Namensträger
- Vilhjálmur Árnason (Philosoph) (* 1953), isländischer Philosoph
- Vilhjálmur Árnason (Politiker) (* 1983), isländischer Politiker (Unabhängigkeitspartei)
- Vilhjálmur Bjarnason (* 1952), isländischer Politiker (Unabhängigkeitspartei)
- Vilhjálmur Einarsson (1934–2019), isländischer Leichtathlet und olympischer Medaillengewinner
- Vilhjálmur Finsen (1883–1960), isländischer Journalist und Diplomat
- Vilhjálmur Stefánsson (1879–1962), in Kanada geborener Polarforscher, Ethnologe und Ernährungswissenschaftler isländischer Abstammung
- Vilhjálmur Þ. Vilhjálmsson (* 1946), isländischer Jurist und Politiker
- Heiðmar Vilhjálmur Felixson (* 1977), isländischer Handballspieler